# Ženy - 2. Liga 2017
La Ženy - 2. Liga 2017 è la 1ª edizione del campionato di football americano femminile di secondo livello, organizzato dalla ČAAF.

## Squadre partecipanti
| Club             | Città   | Stadio | Sponsor ufficiale | Risultato nella stagione 2016 |
| ---------------- | ------- | ------ | ----------------- | ----------------------------- |
| Ostrava Diamonds | Ostrava |        |                   |                               |
| Pilsen Angels    | Plzeň   |        |                   |                               |
| Teplice Hilders  | Teplice |        |                   |                               |

## Stagione regolare

### Calendario

#### 1ª giornata
| Teplice 16 settembre 2017, ore 12:00 | Teplice Hilders | 0 – 59 (0-26 0-33) referto | Pilsen Angels | Anger (125 spett.)\| Arbitro: \| Kriesman \| |
| Arbitro:                             | Kriesman        |                            |               |                                              |

| Teplice 16 settembre 2017, ore 13:15 | Pilsen Angels | 20 – 0 (7-0 13-0) referto | Ostrava Diamonds | Anger (125 spett.)\| Arbitro: \| Kriesman \| |
| Arbitro:                             | Kriesman      |                           |                  |                                              |

| Teplice 16 settembre 2017, ore 14:30 | Ostrava Diamonds | 69 – 8 (30-0 39-8) referto | Teplice Hilders | Anger (125 spett.)\| Arbitro: \| Kriesman \| |
| Arbitro:                             | Kriesman         |                            |                 |                                              |

#### 2ª giornata
| Plzeň 30 settembre 2017, ore 13:00 | Pilsen Angels | 40 – 7 (19-7 21-0) referto | Ostrava Diamonds | Bolevec (140 spett.)\| Arbitro: \| Hubálek \| |
| Arbitro:                           | Hubálek       |                            |                  |                                               |

| Plzeň 30 settembre 2017, ore 14:15 | Ostrava Diamonds | 13 – 0 (6-0 7-0) referto | Teplice Hilders | Bolevec (140 spett.)\| Arbitro: \| Hubálek \| |
| Arbitro:                           | Hubálek          |                          |                 |                                               |

| Plzeň 30 settembre 2017, ore 15:30 | Teplice Hilders | 0 – 59 (0-19 0-40) referto | Pilsen Angels | Bolevec (140 spett.)\| Arbitro: \| Hubálek \| |
| Arbitro:                           | Hubálek         |                            |               |                                               |

#### 3ª giornata
| Ostrava 15 ottobre 2017, ore 13:00 | Ostrava Diamonds | 37 – 0 (13-0 24-0) referto | Teplice Hilders | Poruba (215 spett.)\| Arbitro: \| Klimeš \| |
| Arbitro:                           | Klimeš           |                            |                 |                                             |

| Ostrava 15 ottobre 2017, ore 14:15 | Teplice Hilders | 0 – 40 (0-27 0-13) referto | Pilsen Angels | Poruba (215 spett.)\| Arbitro: \| Klimeš \| |
| Arbitro:                           | Klimeš          |                            |               |                                             |

| Ostrava 15 ottobre 2017, ore 15:30 | Pilsen Angels | 7 – 12 (0-6 7-6) referto | Ostrava Diamonds | Poruba (215 spett.)\| Arbitro: \| Klimeš \| |
| Arbitro:                           | Klimeš        |                          |                  |                                             |

### Classifica
La classifica della regular season è la seguente:
- PCT = percentuale di vittorie, G = partite giocate, V = partite vinte,  P = partite perse, PF = punti fatti, PS = punti subiti

| Pos. | Squadra          | PCT  | G | V | N | P | PF  | PS  |
| ---- | ---------------- | ---- | - | - | - | - | --- | --- |
| 1    | Pilsen Angels    | .833 | 6 | 5 | 0 | 1 | 172 | 19  |
| 2    | Ostrava Diamonds | .667 | 6 | 4 | 0 | 2 | 110 | 75  |
| 3    | Teplice Hilders  | .000 | 6 | 0 | 0 | 6 | 8   | 196 |

## Playoff

### I Final
| Plzeň 28 ottobre 2017, ore 14:00 | Pilsen Angels | 41 – 12 (8-0 6-0 13-0 14-12) referto | Ostrava Diamonds | Bolevec (145 spett.)\| Arbitro: \| Kriesman \| |
| Arbitro:                         | Kriesman      |                                      |                  |                                                |

## Verdetti
- Pilsen Angels Vincitrici della Ženy - 2. Liga 2017